# 至治 (大理)
至治（946年—951年）是大理国皇帝段思良的年号，共计6年。
年號名稱，雲南文獻大多作「至治」，只有倪輅《南詔野史》作「治至」，而李京《云南志略》作「主治」。2009年2月通海白心塔火葬墓群出土的《先生尹囗囗墓碑》署年“至治六年”，可知年號是「至治」。該碑被认为是目前所发现年代最早的大理国文物。
起訖年，方詩銘、李家瑞、李崇智、段玉明、王雲、黃德榮作946年－951年。

## 年號及改元出處
- 倪輅《南詔野史》：「晉開運三年（946）即位，改元治至。在位五年卒。」
- 胡蔚《增訂南詔野史》：「後晉出帝乙巳開運二年（945）即位。明年（946），改元至治。後周太祖壬子廣順二年（952），帝崩，在位七年。」
- 王崧《雲南備徵志》：「晉開運三年（946）即位，改元至治。……後周太祖廣順元年辛亥（951），帝崩，在位五年。」
- 諸葛元聲《滇史》：「段氏三世思良，後晉開運二年（945）十月立。明年（946），改元至治。在位六年，後周太祖廣順元年辛亥（951）卒。」
- 李京《雲南志略》：「思平母弟思冑立，改元主治。在位五年，殂。」
- 楊慎《滇載記》：「國人立其叔思良。思良以後晉開運三年（946），改元至治。」
- 馮蘇《滇考》：「思良改元至治，在位六年，以後周廣順元年（951）死。」
- 《白古通記淺述》：「叔思良於晉開運三年（946）即位，改元至治。……辛亥年（951）帝薨。」
- 《先生尹囗囗墓碑》：「至治六年囗囗，先生尹囗囗。」[8]

## 紀年對照表
| 至治 | 元年  | 二年  | 三年  | 四年  | 五年  | 六年  |
| ---- | ----- | ----- | ----- | ----- | ----- | ----- |
| 公元 | 946年 | 947年 | 948年 | 949年 | 950年 | 951年 |
| 干支 | 丙午  | 丁未  | 戊申  | 己酉  | 庚戌  | 辛亥  |

## 同期存在的其他政权年号
- 其他时期使用的至治之年号
- 中國
  - 開運（944年－946年）：後晉－石重貴之年號
  - 天福（947年）：後漢－劉知遠之年號
  - 乾祐（948年－956年）：後漢－劉知遠、劉承祐，北漢－劉旻、劉鈞之年號
  - 广顺（951年－953年）：後周－郭威之年號
  - 保大（943年－957年）：南唐－李璟之年號
  - 乾和（943年－958年）：南漢－劉晟之年號
  - 广政（938年－965年）：後蜀－孟昶之年號
  - 會同（938年－947年）：契丹－耶律德光之年號
  - 大同（947年）：遼－耶律德光之年號
  - 天祿（947年－951年）：遼－遼世宗耶律阮之年號
  - 應曆（951年－969年）：遼－遼穆宗耶律璟之年號
  - 同慶（912年－966年）：于闐－尉遲烏僧波之年號
- 日本
  - 天慶（938年－947年）：朱雀天皇與村上天皇之年号
  - 天曆（947年－957年）：村上天皇之年号